# Paris School of Business
Die Paris School of Business (kurz: PSB; bis 2014 ESG Management School) ist eine private, staatlich anerkannte wissenschaftliche Wirtschaftshochschule. Sie verfügt neben ihrem Hauptcampus in Paris über einen weiteren in Rennes. Die Hochschule führt transnationale Bachelor-, Master-, Promotions- und MBA-Programme sowie Seminare zur Weiterbildung von Managern durch. Die Schule ist akkreditiert durch die AMBA, die AACSB und die EFMD.

## Abschlüsse
Die Hochschule bietet folgende akademische Abschlüsse an:
- Bachelor of Business Administration (BBA)
- Master of Science
- International MBA
- MBA in Arts and Cultural Management
- MBA in Luxury and Fashion Management
- Executive DBA

## Kooperationen
Studenten des MBA-Abschlusses können ihren Auslandsaufenthalt an folgenden Institutionen absolvieren:
- Clark University, USA
- Griffith University, Australien
- Macquarie University, Australien
- Suffolk University, USA
- Tel Aviv University, Israel
- University of Arizona, USA

## Bekannte Absolventen
- Franck Louvrier, CEO Publicis Events[4]
- Vianney, Singer[5]